# Сенегальский референдум по премьер-министру (1963)
Референдум по посту премьер-министра в Сенегале прошёл 3 марта 1963 года. Он предполагал исключение поста премьер-министра в стране. Предложение было одобрено 99,45 % голосов избирателей при явке 94,3 %

## Контекст
С момента объявления независимости Сенегала президент Леопольд Седар Сенгор и премьер-министр Мамаду Диа делили властные полномочия. 18 декабря 1962 года Мамаду Диа был арестован по подозрению в организации государственного переворота.
После этого Сенгор организовал референдум для принятия новой Конституции, по которой исполнительная власть бы принадлежала президенту, который бы назначал и снимал министров. 

## Результаты
| Да или нет                 | Голосов | Процент  |
| -------------------------- | ------- | -------- |
| Да                         | 1155077 | 99,45 %  |
| Нет                        | 6349    | 0,55 %   |
| Действительных голосов     | 1161426 | 99,95 %  |
| Недействительных голосов   | 634     | 0,05 %   |
| Всего голосов              | 1162060 | 100,00 % |
| Явка                       | 94,3 %  | 94,3 %   |
| Электорат                  | 1232479 | 1232479  |
| Источник: Direct Democracy |         |          |